# Murdannia divergens
Murdannia divergens är en himmelsblomsväxtart som först beskrevs av Charles Baron Clarke, och fick sitt nu gällande namn av Gerhard Brückner. Murdannia divergens ingår i släktet Murdannia och familjen himmelsblomsväxter. Inga underarter finns listade.